# Tithorea pseudonyma
Tithorea pseudonyma är en fjärilsart som beskrevs av Otto Staudinger 1894. Tithorea pseudonyma ingår i släktet Tithorea och familjen praktfjärilar. Inga underarter finns listade i Catalogue of Life.